# わかたか (ミサイル艇)
わかたか（ローマ字：JS Wakataka, PG-825）は、海上自衛隊のミサイル艇。はやぶさ型ミサイル艇の2番艇。艇名は「若鷹」に由来する。初鷹型急設網艦「若鷹」、よしきり型掃海船「わかたか」、うみたか型駆潜艇「わかたか」に次いで日本の艦艇としては4代目である。
本記事は、本艇の艦暦について主に取り扱っているため、性能や装備等の概要についてははやぶさ型ミサイル艇を参照されたい。

## 艦歴
「わかたか」は、平成11年度計画ミサイル艇825号艇として、三菱重工業下関造船所で2000年11月9日に起工され、2001年6月13日に進水、2002年3月25日に就役し、同日付で舞鶴地方隊舞鶴警備隊隷下に新編された第2ミサイル艇隊に「はやぶさ」とともに編入された。
2008年12月1日、大湊地方隊隷下の余市防備隊第1ミサイル艇隊に編成替え。
2012年4月15日、陸奥湾で墜落した第25航空隊所属SH-60Jの捜索に参加。
2015年6月19日午後8時頃、第2航空群P-3Cと共に、宗谷岬の西北西100kmを東に航行するウダロイ級ミサイル駆逐艦「アドミラル・ヴィノグラードフ」、「マーシャル・シャポシニコフ」で構成されるロシア艦隊を発見、監視した。
2016年2月2日午後2時、青森県竜飛岬南西150kmを北東に航行する旅滬型駆逐艦「哈爾浜」、江凱Ⅱ型フリゲート「煙台」、東調型情報収集艦「天狼星」、福清型補給艦「洪澤湖」で構成される中国艦隊を発見、監視した。艦隊はその後津軽海峡を東に航行している。
同年6月19日午前11時頃、宗谷岬西北西90㎞から110kmの宗谷海峡を東に航行するタランタル型コルベット「R-18」、「R-298」を発見、監視した。午後6時頃、宗谷岬北西40kmの宗谷海峡を東に航行するグリシャ型コルベット「ホルムスク」を発見、監視した。
翌6月20日午前8時頃、宗谷岬北西40kmの宗谷海峡を東に航行するタランタル型コルベット「R-14」、「R-29」を発見、監視した。午後2時頃、宗谷岬北西74kmの宗谷海峡を東に航行するナヌチュカⅢ型コルベット「イネイ」、「モロズ」、「ラズリフ」を発見した。午後2時半頃、宗谷岬西北西130kmの宗谷海峡を東に航行するアクラⅠ型攻撃原潜「クズバス」を発見、監視した。午後9時半頃、宗谷岬西北西110㎞から130kmの宗谷海峡を東に航行するウダロイ級ミサイル駆逐艦「アドミラル・トリブツ」、グリシャⅤ型警備艦「コレーツ」、ソブレメンヌイ級ミサイル駆逐艦「ビストルイ」、ボリス・チリキン級補給艦「ボリス・ブトマ」を発見、監視した。
翌6月21日午後4時半頃、宗谷岬西165kmを東に浮上航行するキロ級潜水艦１隻を発見、監視した。これらロシア艦艇群はその後宗谷海峡を東に抜けている。
同年7月18日午前7時頃、宗谷岬西北西160kmを東に航行するタランタルⅢ型ミサイル艇「R-11」、「イヴァノヴェッツ」で構成されるロシア艦隊を発見、監視した。艦隊はその後宗谷海峡を東に通峡している。
同年8月16日午後5時頃、宗谷岬の北35kmを東に航行するロシア海軍ウダロイ級ミサイル駆逐艦「アドミラル・パンテレーエフ」を発見した。「アドミラル・パンテレーエフ」はその後宗谷海峡を東に抜けている。
2019年5月11日、松前半島白神岬の西約160ｋｍの海域を東進するアドミラル・ゴルシコフ級フリゲート（艦番号454）、バクラザン級救難えい船及びエルブルス級航洋えい船の合計3隻で構成されるロシア艦隊を発見、津軽海峡を東進し、太平洋へ向けて航行したことを確認した。
2022年5月18日5時頃、海上自衛隊は宗谷岬の西約120kmの海域において、ロシア海軍バルザム級情報収集艦1隻を確認した。その後、当該艦艇が宗谷海峡を東進したことを確認するまでの間、第2航空群所属P-3C哨戒機と共に、情報収集・警戒監視を行った。
同年6月9日5時頃、海上自衛隊は奥尻島の南南西約50kmの海域において、ロシア海軍バルザム級情報収集艦1隻を確認した。その後、当該艦艇が津軽海峡を東進したことを確認するまでの間、多用途支援艦「すおう」、及び第2航空群所属P-3C哨戒機と共に、情報収集・警戒監視を行った。なお確認されたロシア艦艇は、同年6月7日に宗谷岬東方海域で発見され、その後津軽海峡を西進したことを、第2航空群所属P-3C哨戒機が確認していたものであった。
同年6月12日7時頃、海上自衛隊は宗谷岬の北約50kmの海域において、ロシア海軍バルザム級情報収集艦1隻を確認した。その後、当該艦艇が宗谷海峡を西進したことを確認するまでの間、第2航空群所属P-3C哨戒機と共に、情報収集・警戒監視を行った。なお確認されたロシア艦艇は、同年6月9日に奥尻島南方海域で発見され、その後津軽海峡を東進したことを、多用途支援艦「すおう」、「わかたか」及び第2航空群所属P-3C哨戒機などが確認していたもので、さらに前の行動も含めると北海道を周回する動きをしていたものであった。
同年6月16日6時頃、海上自衛隊は礼文島の南西約230kmの海域において、同海域を北東進する中国海軍レンハイ級ミサイル駆逐艦1隻及びルーヤンⅢ級ミサイル駆逐艦1隻の計2隻を確認した。これらの艦艇が宗谷海峡を東進したことを確認するまでの間、第2航空群所属P-3C哨戒機と共に、情報収集・警戒監視を行った。なお確認された中国艦艇は、同年6月13日に対馬海峡を北東進し、日本海へ向けて航行したことを、多用途支援艦「あまくさ」、ミサイル艇「はやぶさ」「しらたか」及び第4航空群所属P-1哨戒機などが確認した艦隊の一部であった。
翌6月17日6時頃、海上自衛隊は宗谷岬の北約40kmの海域において、同海域を西進するロシア海軍グリシャV級小型フリゲート1隻、タランタルⅢ級ミサイル護衛哨戒艇6隻、アルタイ改級補給艦1隻及びオビ級病院船1隻の計9隻を確認した。これらの艦艇が宗谷海峡を西進したことを確認するまでの間、第2航空群所属P-3C哨戒機と共に、情報収集・警戒監視を行った。
2024年12月13日、北海道西方の訓練海空域において大湊地方総監部とともに海上保安庁と共同訓練を実施した。海上保安庁からは第一管区海上保安本部、巡視船「ちとせ」、巡視船「りしり」が参加し、情報共有訓練、ミサイル艇と巡視船の運動要領等に関する訓練を実施した。
2025年3月24日、大湊地方隊の横須賀地方隊への統合にともない、第1ミサイル艇隊が横須賀地方隊隷下の函館基地隊に編成替え。

## ギャラリー

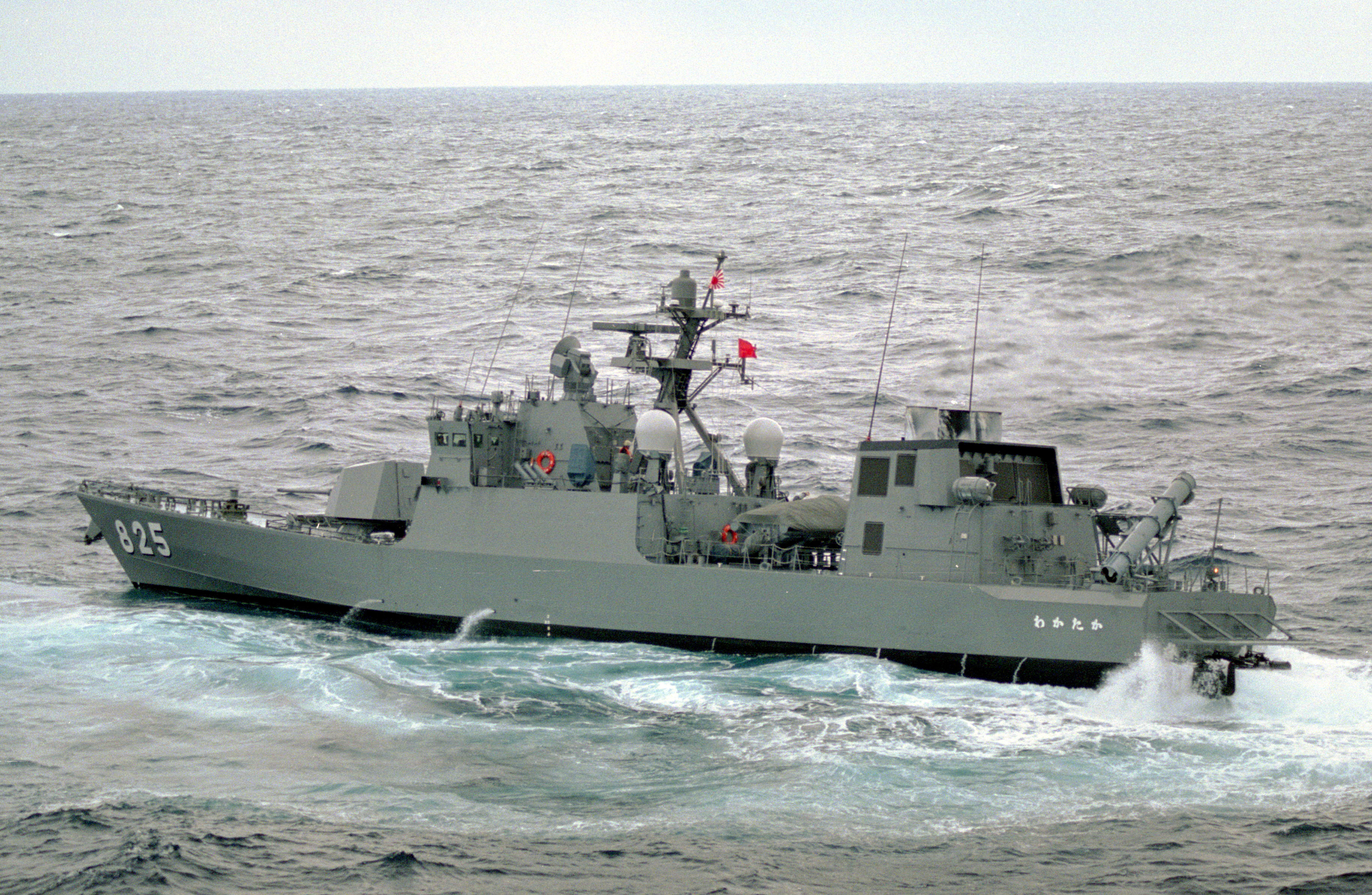
左後方より
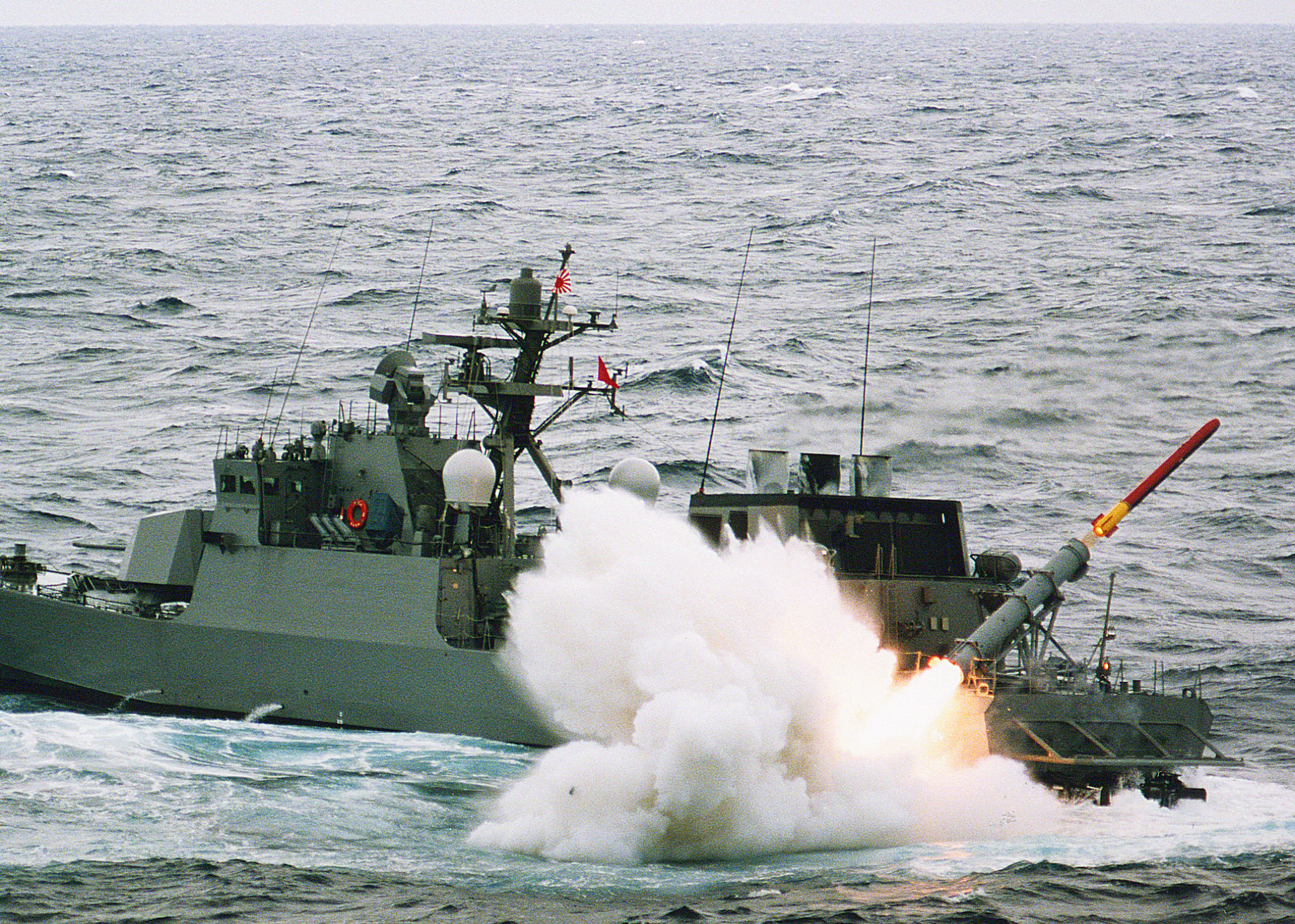
対艦ミサイル（模擬弾）発射